# Heterochaeta girardi
Heterochaeta girardi är en bönsyrseart som beskrevs av Roger Roy 1975. Heterochaeta girardi ingår i släktet Heterochaeta och familjen Mantidae. Inga underarter finns listade i Catalogue of Life.